# Єфремово (Верхнєландеховський район)
Єфремово (рос. Ефремово) — присілок в Верхнєландеховському районі Івановської області Російської Федерації.
Населення становить 19 осіб. Входить до складу муніципального утворення Кромське сільське поселення.

## Історія
Від 2005 року входить до складу муніципального утворення Кромське сільське поселення.

## Населення
| 2010 |
| ---- |
| 19   |